# Єжи Кукучка
Юзеф Єжи Кукучка (пол. Józef Jerzy Kukuczka, 24 березня 1948, Катовиці — 24 жовтня 1989, Лхоцзе, Непал) — відомий польський альпініст. Друга людина у світі, після Райнгольда Месснера, яка отримала неофіційний титул альпінізму — «Корону Землі» за підкорення всіх 14-ти восьмитисячників планети.

## Біографія
Народився 24 березня 1948 року у місті Катовицях Сілезько-Домбровського воєводства (нині — Сілезьке воєводство).
У середній школі деякий час займався важкою атлетикою, поки не отримав медичної заборони займатися цим видом спорту.
У 1965 році Єжи став членом скаутського клубу ім. генерала Маріуша Заруського в Катовицях. Цей клуб спеціалізувався на туристичних заходах з елементами скелелазіння, в яких Кукучка брав активну участь.
У 1966 році він стає членом Катовицького клубу альпінізму (пол. Klub Wysokogórski) і виконує програму альпіністського сходження в Татрах.
Працював на шахті, де вперше набув навичок у використанні альпіністського спорядження: мотузки та карабіна. Готуючись до експедицій (закупівля спорядження, візи, переїзди, наймання провідників, мито) постійно стикався із фінансовими і політичними перепонами. Через це все життя Єжи був змушений робити сходження на вершини, користуючись старим, неякісним і не зовсім відповідним стандартам спорядженням, що і стало врешті-решт причиною його загибелі.
Вже у 1970-х роках він зробив більше півтора десятки успішних сходжень:
- Татри: 20 лютого 1971 — Менгусівський пік (2393 м), 22 липня 1971 — Волова-Турна (2373 м), 8 лютого 1977 — Малий Гордий пік (2592 м);
- Доломіти: 1972 — Монте Ціветта (3220 м), 1973 — Мармолада (3343 м);
- Альпи: 22 липня 1973 — Верцорс (2341 м), 6 серпня 1973 — Монблан (4810 м), 12-14 серпня 1973 — Пті-Дрю (3754 м), 3-4 серпня 1975 — Гранд-Жорас (4208 м);
- Аляска: 20-26 липня 1974 — Мак-Кінлі (6194 м);
- Південні Альпи (Нова Зеландія): 1981 — Мальте-Брун (3199 м) — південна стіна, новий маршрут, 1981 — Мальте-Брун (3199 м) — західна стіна, новий маршрут;
- Гіндукуш: 1 серпня 1976 — Коге-Авал (5800 м), 10-11 серпня 1976 — Коге-Тез (7015 м), 10 серпня 1978 — Тірич-Мір (7690 м), 11 серпня 1978 — Бінду-Ґгул-Зом (6340 м).

## Восьмитисячники Єжи Кукучки

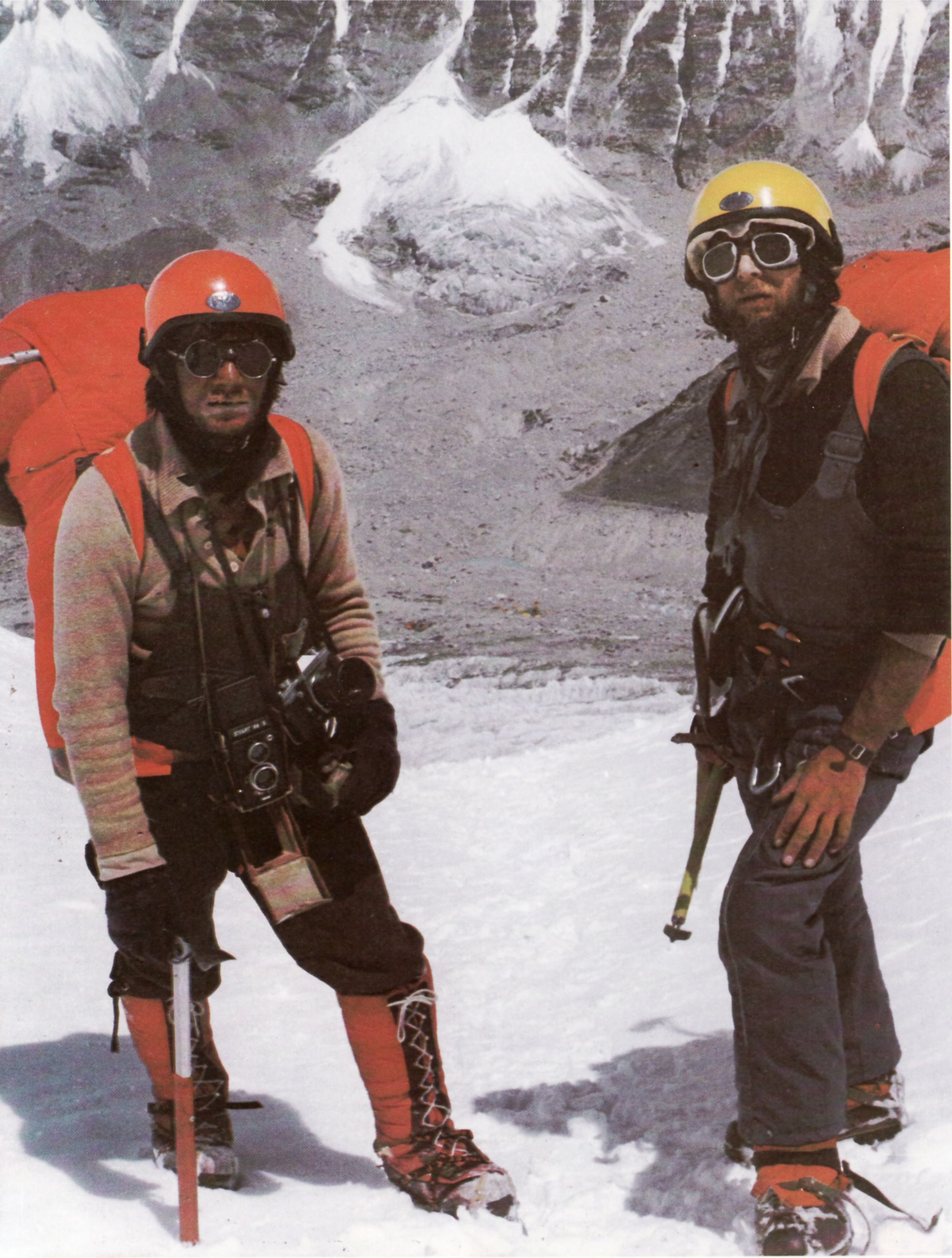
Єжи Кукучка (зліва) та Анджей Чок під час експедиції на Еверест навесні 1980 року

1. 4 жовтня 1979 — Лхоцзе (8516 м), класичний маршрут, західна стіна, в альпійському стилі, без кисню; у групі з Анджеєм Чоком, Анджеєм Гайнріхом і Янушом Скоркі, клуб альпінізму з Гливиць.
2. 19 травня 1980 — Еверест (8844 м), першопроходження по південному контрфорсу.[6] Це сходження стало єдиним, на якому Кукучка користувався киснем; у парі з Анджеєм Чоком.
3. 15 жовтня 1981 — Макалу (8462 м), два першопроходження: через Макалу Ла (північний гребінь) і по північно-західному ребру, в альпійському стилі, без кисню. Перше офіційне в Непалі сходження «соло».
4. 30 липня 1982 — (K3) (8051 м), класичний маршрут, в альпійському стилі; у парі з Войцехом Куртикою.
5. 1 липня 1983 — Гашербрум II (K4) (8035 м), першопроходження по південно-східному гребеню, в альпійському стилі, без кисню; у парі з Войцехом Куртикою.
6. 23 липня 1983 — Гашербрум I (K5) (8068 м), першопроходження по південно-західній стіні, в альпійському стилі, без кисню; у парі з Войцехом Куртикою.
7. 17 липня 1984 — Броуд-пік, першопроходження траверсу всього масиву із 3-х вершин (Північна, Середня і Основна вершини) з виходом на головний пік, в альпійському стилі, без кисню; у парі з Войцехом Куртикою.
8. 21 січня 1985 — Дхаулагірі (8172 м), класичний маршрут по північно-східний гребню, перше зимове сходження, без кисню; у парі з Анджеєм Чоком.
9. 13 лютого 1985 — Чо-Ойю (8201 м), першопроходження по південно-східній стіні, зимове сходження, без кисню; у парі з Анджеєм Гайнріхом.
10. 13 липня 1985 — Нанга Парбат (8125 м), першопроходження по південно-східному контрфорсу, без кисню[7]; у групі з Карлосом Карсоліо, Анджеєм Гайнріхом і Славомиром Лободзінським.
11. 11 січня 1986 — Канченджанґа (8586 м), класичний маршрут по південно-західній стіні. Перше зимове сходження, без кисню; у парі з Кшиштофом Велицьким.
12. 8 липня 1986 — Чоґорі (K2) (8611 м), безпрецедентне першопроходження по центральному контрфорсу південної стіни — (сходження по цьому маршруту більше ніхто не повторив), в альпійському стилі, без кисню; у парі з Тадеушем Пйотровським, який під час спуску з вершини по ребру Аббруцького зірвався та загинув.
13. 10 листопада 1986 — Манаслу (8153 м), першопроходження по північно-східній стіні, в альпійському стилі, без кисню; у групі з Карлосом Карсоліо й Артуром Гайзером.
14. 3 лютого 1987 — Аннапурна I (8091 м), класичний маршрут по північній стіні, перше зимове сходження, без кисню; у парі з Артуром Гайзером.
15. 18 вересня 1987 — Шишабангма (8027 м), нове першопроходження по західному ребру, в альпійському стилі, без кисню; у парі з Артуром Гайзерем. Лижний спуск.
16. 13 жовтня 1988 — Аннапурна I, бере участь в експедиції клубу альпінізму в Катовицях, разом з Артуром Гайзером виконує першопроходження по південній стіні, в альпійському стилі.

## Загибель

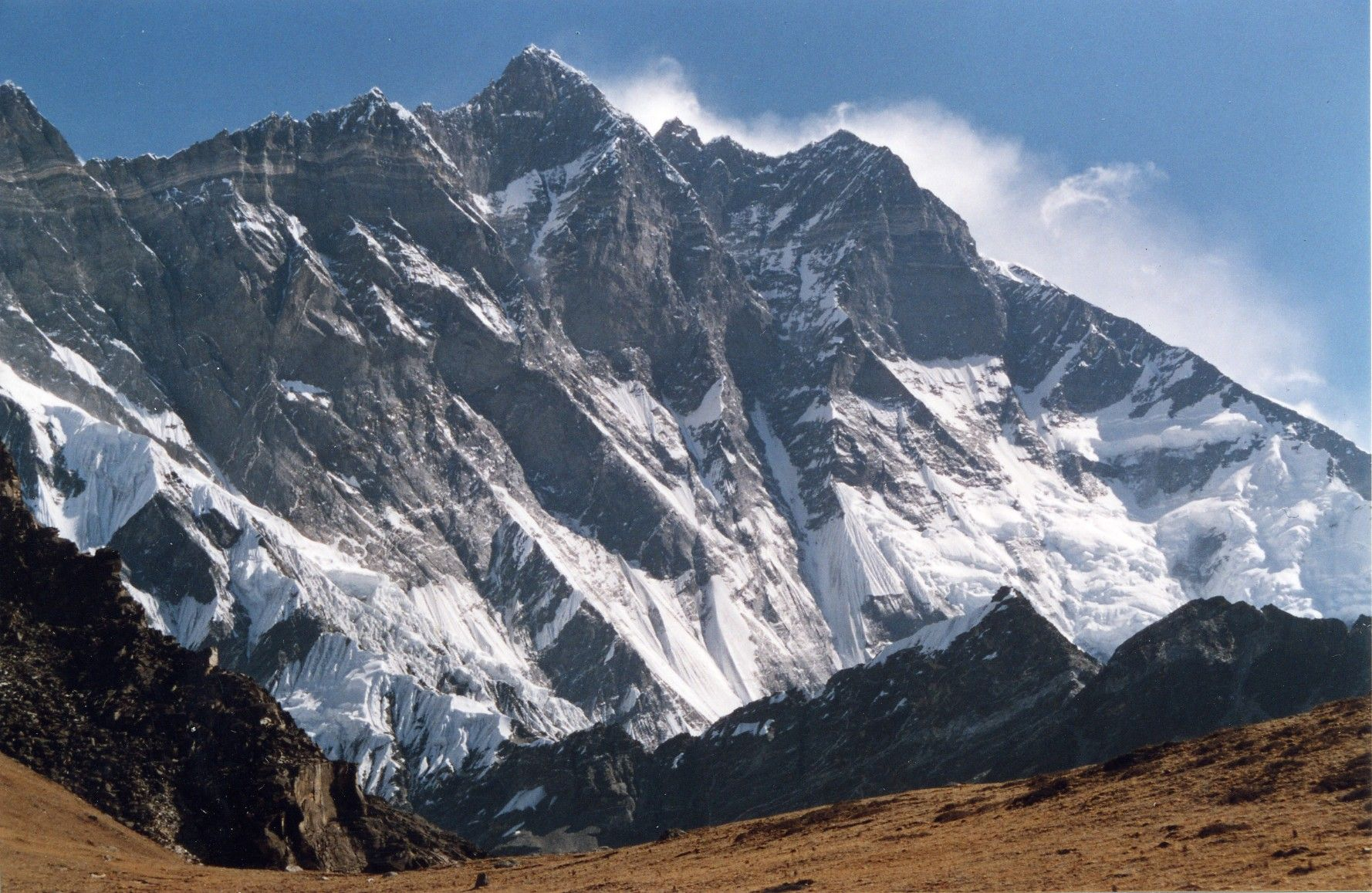
Південна стіна Лхоцзе

У 1989 році Єжи Кукучка повертається на Лхоцзе з ідеєю пройти її непідкорену до тих пір Південну стіну.
24 жовтня 1989 року при сходженні на Південну стіну Лхоцзе на висоті приблизно 8200 м сталася трагедія: мотузка, куплена Єжи на базарі в Катманду, обірвалася і забрала із собою життя великого альпініста. Вершина, яка була першою з підкорених восьмитисячників в активі альпініста, стала його останньою.
Друзі поховали Єжи в льодовій тріщині. Так і нескорена ним Південна стіна восьмитисячника Лхоцзе стала його могилою.
Через рік, 16 жовтня 1990 року, першопроходження південної стіни Лхоцзе здійснили відомий український альпініст Сергій Бершов у парі з росіянином Володимиром Каратаєвим. Вершина непросто піддалася альпіністам. Каратаєв у цьому сходженні обморозив і втратив всі пальці на руках і ногах. Сходження по цьому маршруту більше ніхто не повторив.

## Досягнення
Єжи Кукучка підкорив всі 14 восьмитисячників планети за період з 4 жовтня 1979 по 18 вересня 1987 (неповних 8 років). Першому альпіністу планети, Райнгольду Месснеру на це знадобилося 16 років. На сьогоднішній день (2012 рік) тільки один південнокорейський альпініст Парк Юнг-сеок наблизився до цього рекорду.
У процесі своїх сходжень Кукучка пройшов десять нових маршрутів і піднявся на чотири вершини в зимовий період. Він був одним із елітної групи польських гімалайських альпіністів, які спеціалізувалися на зимових сходженнях. Він пройшов 9 нових маршрутів на восьмитисячниках, 4 з яких були виконані в зимовий період (у порівнянні з 6-ма новими маршрутами Месснера і жодного в зимовий період).
Єжи Кукучка віддав себе альпінізму повністю, без залишку і будучи глибоко віруючою людиною, в своїх молитвах він, як справжній альпініст, звертався до Бога зі словами: «Від смерті в долинах храни нас, Господи…» 

## Книги, публікації, кіно
Єжи написав дві книги: «Мій вертикальний світ» і «Єжи Кукучка: з шахти до вершин». Із друку вийшло кілька книг — його і про нього:
- Mój pionowy świat (Mac System Maciej Kukuczka, 2008), ISBN 978-83-928083-0-5
- Mój pionowy świat czyli 14 × 8000 metrów (1995), ISBN 1-899397-09-4
- Ostatnia ściana (Agencja Reklamowa KOMPLET, Katowice 1999), ISBN 83-912268-0-8.
- Na szczytach świata (Krajowa Agencja Wydawnicza, Katowice 1990), ISBN 83-03-03166-X.
- J. Kukuczka, «K2 ścianą południową», («Taternik» № 2/86)
- У 2009 році книгу «Спортивні успіхи поляків 1918—2008» Том I, автор Анджей Цорсар присвячує Єжи Кукучці.
- «Himalaiści: Zerwana lina» — документальний серіал (польські альпіністи в Гімалаях).[11]
- Кукучка. Історія про найвідомішого польського гімалаїста (TravelBook, 2021), ISBN 978-617-95060-4-8

## Пам'ять
Польська пошта (пол. Poczta Polska) випустила пам'ятну марку, яка була розроблена за ескізом Є.  Конаржевського. На марці зображено панораму Гімалаїв, профіль Єжи Кукучки та його олімпійську медаль.
Його ім'я було присвоєно багатьом навчальним закладам у Польщі:
- початковій школі № 20 і школі-гімназії № 11 у місті Бєльсько-Бяла
- початковій школі № 40 у місті Катовиці-Боґуциці (нині закрита)
- гімназії № 10 (Катовиці-Боґуциці)
- школі в селі Кожкев
- гімназії № 22 у місті Лодзь
- початковій школі № 58 у Познані
- початковій школі № 12 у Ястшембе-Здруй
- гімназії № 2 у місті Міколув
- академії фізичної культури в Катовицях